# 방혈
방혈(放血, 영어: exsanguination)은 출혈로 인한 죽음을 뜻한다. 개인의 건강 상태에 따라 사람들은 대개 혈액의 절반에서 3분의 2를 잃으면서 사망한다. 혈액량의 대략 1/3의 손실은 매우 심각한 것으로 간주된다. 특히 외상, 정맥이나 동맥 또는 다른 합병증이 관련된 경우 한 곳의 깊은 상처도 봉합 및 입원을 해야 한다. 이 단어는 피를 의미하는 라틴어 'sanguis'에서 유래했다.

## 같이 보기
- 저혈량증
- 도축장
- 지혈대